# Lycaste cassiopeia
Lycaste cassiopeia es una especie de orquídea epífita. Esta especie de híbrido se encuentra en  Centroamérica y el Norte de Sudamérica en alturas entre 500 a 1900 metros.  

## Descripción
L. cassiopeia posee unos pseudobulbos ovoides comprimidos lateralmente que portan de 1 a 3  hojas amplias, lanceoladas con nerviaciones pronunciadas y con terminación en pico. Estas hojas son perennes a diferencia de otras especies de este género que son caducas. Entre las hojas sale  el tallo de inflorescencia, de unos 15 cm con una sola flor.
Esta especie produce una flor de apariencia triangular, de larga duración, que tiene una peculiar fragancia y una apariencia cérea. La floración se produce en primavera y verano en el hemisferio norte.

## Distribución y hábitat
Esta especie es epífita, se distribuye por Centroamérica y parte norte de Suramérica. Se encuentran en bosques de montañas con nieblas y humedad variable estacionalmente en alturas de 500 a 1900 metros. 